# Stor-Sundstjärnen
Stor-Sundstjärnen är en sjö i Bergs kommun i Jämtland och ingår i Ljungans huvudavrinningsområde. Sjön har en area på 0,23 kvadratkilometer och ligger 336,4 meter över havet. Sjön avvattnas av vattendraget Älgsjöbäcken.

## Delavrinningsområde
Stor-Sundstjärnen ingår i det delavrinningsområde (696855-144548) som SMHI kallar för Utloppet av Stor-Sundstjärnen. Medelhöjden är 351 meter över havet och ytan är 1,12 kvadratkilometer. Räknas de 2 avrinningsområdena uppströms in blir den ackumulerade arean 13,91 kvadratkilometer. Älgsjöbäcken som avvattnar avrinningsområdet har biflödesordning 4, vilket innebär att vattnet flödar genom totalt 4 vattendrag innan det når havet efter 242 kilometer. Avrinningsområdet består mestadels av skog (64 procent) och sankmarker (10 procent). Avrinningsområdet har 0,23 kvadratkilometer vattenytor vilket ger det en sjöprocent på 20,3 procent.